# Schmale Straße 52 (Quedlinburg)

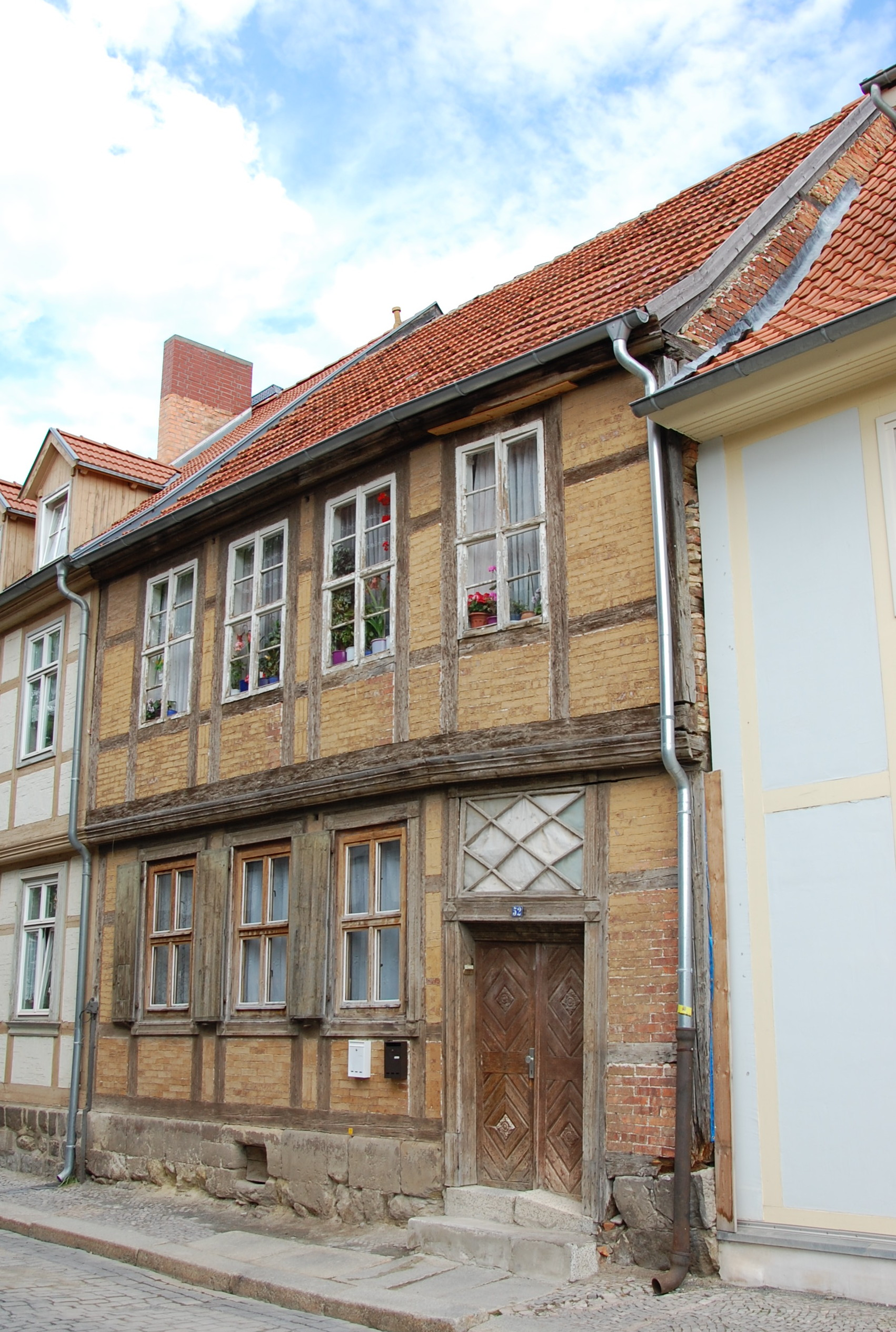
Haus Schmale Straße 52

Das Haus Schmale Straße 52 ist ein denkmalgeschütztes Gebäude in der Stadt Quedlinburg in Sachsen-Anhalt.

## Lage
Es befindet sich im nördlichen Teil der historischen Quedlinburger Altstadt auf der Ostseite der Schmalen Straße. Das zum UNESCO-Weltkulturerbe gehörende Gebäude ist im Quedlinburger Denkmalverzeichnis als Wohnhaus eingetragen. Nördlich grenzt das gleichfalls denkmalgeschützte Haus Schmale Straße 51 an. Bis 1987 stand südlich das Fachwerkhaus Schmale Straße 53. Heute befindet sich dort ein Ersatzneubau.

## Architektur und Geschichte
Das zweigeschossige Fachwerkhaus wurde nach einer Bauinschrift im Jahr 1821 errichtet. Die Gefache der schlichten Fassade sind mit Zierausmauerungen versehen. Das Fachwerk ist in der Form des sogenannten Ständerrhythmus konstruiert. Es besteht eine Profilbohle. An der Stockschwelle befindet sich eine Inschrift.
Oberhalb der frühklassizistischen Haustür befindet sich ein großes Oberlicht.